# Замбо, Шандор
Шандор Замбо (венг. Sándor Zámbó; род. 10 октября 1944, Будапешт, Венгрия) — венгерский футболист, полузащитник.

## Карьера

### Клубная карьера
Во взрослом футболе дебютировал в 1962 году в составе клуба «Уйпешт», в котором играл на протяжении восемнадцати сезонов и принял участие в 410 матчах, забив 20 голов. В 1969—1979 годах команда девять раз смогла выиграть чемпионат Венгрии.
С 1980 года выступал за менее известные венгерские клубы. Завершил карьеру футболиста в 1985 году.

### Карьера в сборной
В 1969 году дебютировал в официальных матчах в составе национальной сборной Венгрии.
В 1972 году участвовал в чемпионате Европы в Бельгии. Во время турнира принял участие в матче полуфинала против сборной СССР и матче за третье место, который был проигран сборной Бельгии.
Всего в составе сборной провёл 33 матча, забив 3 гола.